# Fumio Ōtsubo
Fumio Ōtsubo japanisch 大坪 文雄 Ōtsubo Fumio (* 5. September 1945) ist ein japanischer Manager und Vorsitzender des Verwaltungsrats der Panasonic Corporation.

## Leben
Ōtsubo studierte bis 1971 Maschinenbau an der Kansai-Universität in Osaka. Anschließend trat er im April 1971 in die Matsushita Electric Industrial Co. (seit 2008 Panasonic Corporation) ein. 1989 wurde er Geschäftsführer der Matsushita Electronics Singapore und war von 2002 bis 2006 Präsident des Audio- und Videosektors (Panasonic AVC). Er war zunächst Senior Managing Director und von 2006 bis 2012 Präsident der Panasonic Corporation und wurde am 27. Juni 2012 zum Vorsitzenden des Verwaltungsrats ernannt. Seit 2013 ist er als Sonderberater für Panasonic tätig und wurde im Juni 2016 zum externen Direktor der Teijin Ltd. ernannt.